# 初吻3
《初吻3》（法語：Les parents ne sont pas simples cette année）是一部由馬塞爾·朱利安執導的法國劇情片，於1984年2月8日上映。本片与《初吻》和《初吻2》没有任何关系。

## 剧情
在一個平平无奇的家庭環境中，瑪麗的真實生活唯有跳舞。洛朗的到來将揭示她对舞蹈编排的热情，並重新喚醒她對保罗的愛，這種愛始於他們七歲和九歲時，他們親吻對方的嘴唇，彼此發誓，永遠不會再離開對方。